# Malý indián ve městě
Malý indián ve městě (v originále Un Indien dans la ville) je francouzský hraný film z roku 1994, který režíroval Hervé Palud jako adaptaci stejnojmenného románu Jeana-Marieho Pallardyho. Snímek měl světovou premiéru dne 14. prosince 1994.

## Děj
Stéphane Marchado, obchodník se surovinami, se vydává do Amazonie vyhledat svou bývalou manželku Patricii, aby mu podepsala rozvodové dokumenty, aby se mohl znovu oženit. S úžasem zjistí, že je otcem 13letého Mimi-Siku. Stéphane, přesvědčen svým synem, který sní o Eiffelově věži, se rozhodne vzít ho s sebou, i když ví, že není vhodný čas. Žije jen svou prací a nemá čas věnovat se svému synovi.
Po příjezdu do Paříže se Stéphane od svého partnera Richarda Montignaca dozví, že neprodal 4500 tun sójových bobů, jak bylo dohodnuto, protože čekal na potvrzení, což Stéphane v Amazonii nedokázal. Vzhledem k nebezpečnému poklesu ceny sójových bobů musí bezpodmínečně najít kupce.
Stéphan se musí zbavit sóji a ještě připravovat svatbu. Do toho se stará o Mimi-Siku, který objevuje život v Paříži. Situace se komplikuje jednak proto, že se Mimi-Siku zamiluje do Sophie, Richardovy dcery, a jednak proto, že Richard v zoufalství zfalšuje Stéphaneův podpis, aby prodal sóju údajnému lotyšskému podnikateli. Ten je však mafián a požaduje vrácení peněz, když si uvědomí, že uzavřel špatný obchod.
Naštěstí se Mimi-Siku vrací ke své matce do Amazonie. Stéphanova finanční situace se náhle zlepší díky fantastickému nárůstu ceny sójových bobů. Stéphane se rozhodne utéct z moderního světa a odjet za svým synem do Amazonie. Richard ho následuje i s celou rodinou.

## Obsazení
| Thierry Lhermitte   | Stéphane Marchado          |
| Patrick Timsit      | Richard Montignac          |
| Ludwig Briand       | Mimi-Siku                  |
| Miou-Miou           | Patricia zvaná "Paliku"    |
| Arielle Dombasle    | Charlotte                  |
| Sonia Vollereaux    | Marie Montignac            |
| Jackie Berroyer     | Joanovici                  |
| Marc de Jonge       | Roustan                    |
| Louba Guertchikoff  | paní Godetová              |
| Philippe Bruneau    | pan Maréchal               |
| Dominique Besnehard | mistr Dong, učitel jógy    |
| Cheik Doukouré      | paní Bonaventure           |
| Marc Brunet         | policista                  |
| Olivier Hémon       | policista                  |
| Thierry Desroses    | celník na letišti v Roissy |